# 睡仙桥村
睡仙桥村是河南省信阳市溮河區董家河乡东部的一个行政村，东经113°57'，北纬32°10'。因位于乡中最东，改革开放前也称为“东方红”。睡仙桥紧挨南湾湖，位于南湾湖和正在建设的大坝口水库中间。东接南湾乡金家桥，北挨刘湾村，北靠游河乡姚湾村、姚岭村，南邻南湾湖。睡仙桥村多山，村民均居住与山谷的村道旁。村内多梯田，亦位于山谷中，小溪从村落中穿过流入南湾湖。生产队均依照位于不同的山谷而分。